# تراث شعبي إسكتلندي
الفُلْكْلُور الإسكتلندي (بالإنجليزية: Scottish folklore)‏ يتألَّفُ مِن فُلْكْلُورِ الشَّعبِ الإسْكُتلَندِيِّ المُتوارثِ مُنذ القدمِ وحتَّى اليوم. وقد نشر الفُلْكلوريون، الأكاديميون والهواة على حد سواء، مجموعةً متنوعةً مِن الأعمالِ التي تركزُ بشكلِ مخصوصٍ على المنطقة طيلة السنين الماضية. يُعدُّ وحش لوخ نس من أشهر المخلوقات الخرافيَّة في الفلكلور الإسكتلندي.

## اقرأ أيضًا
- الأساطير الإسكتلنديَّة